# Berlin Fashion Week

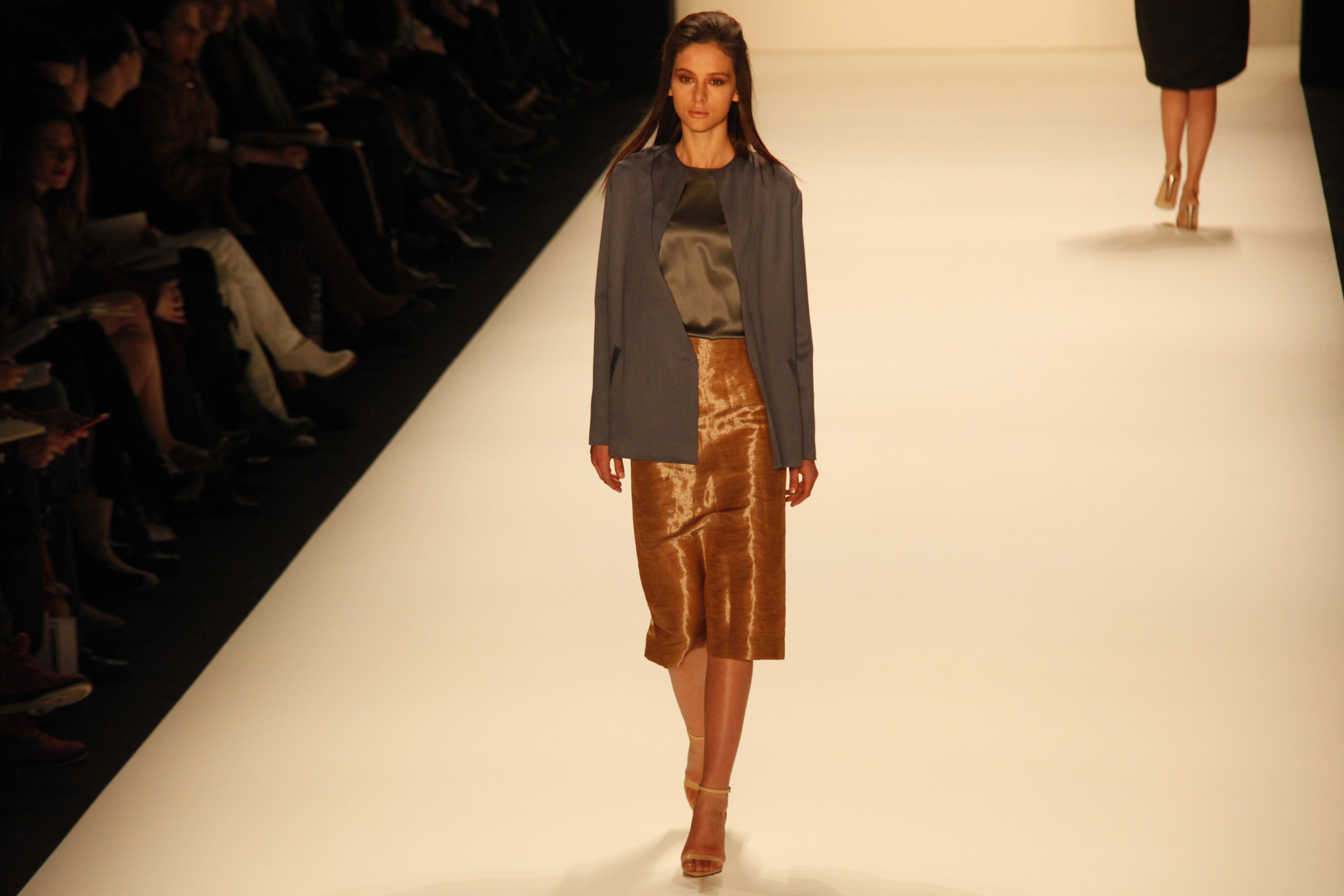
Präsentation auf dem Laufsteg während der Berlin Fashion Week, 2013

Die Berlin Fashion Week bzw. Berliner Modewoche ist eine seit 2007 zweimal jährlich stattfindende, rund eine Woche andauernde Veranstaltungsreihe in Berlin. Während der Modewoche werden Modenschauen, Messen, Ausstellungen, Installationen und Konferenzen für Fachpublikum und Öffentlichkeit abgehalten.

## Geschichte
Zwischen 2008 und 2013 fand im Rahmen der Berlin Fashion Week die Stylenite statt.
Auf der U-Bahn-Linie U5 – und seit 2013 auch auf der Linie U8 – fanden Modenschauen im Untergrund statt. Dafür wurden Sonderzüge eingesetzt. Zusätzlich gab es eine Abschlusspräsentation, in deren Rahmen auch die Preisverleihung des Wettbewerbs Start your Fashion Business stattfindet und die Finalisten ihre Kollektionen für die kommende Saison zeigen.

## Designer
Die Berliner Modewoche wird sowohl von etablierten Designern, Labels und Modehäusern wie Michael Michalsky, Wolfgang Joop, Dorothee Schumacher und weiteren als auch und insbesondere von Nachwuchsdesignern zur Präsentation ihrer Kollektionen genutzt, darunter Lala Berlin, Kaviar Gauche, Rebekka Ruetz, Dawid Tomaszewski oder Marina Hoermanseder.

## Reichweite

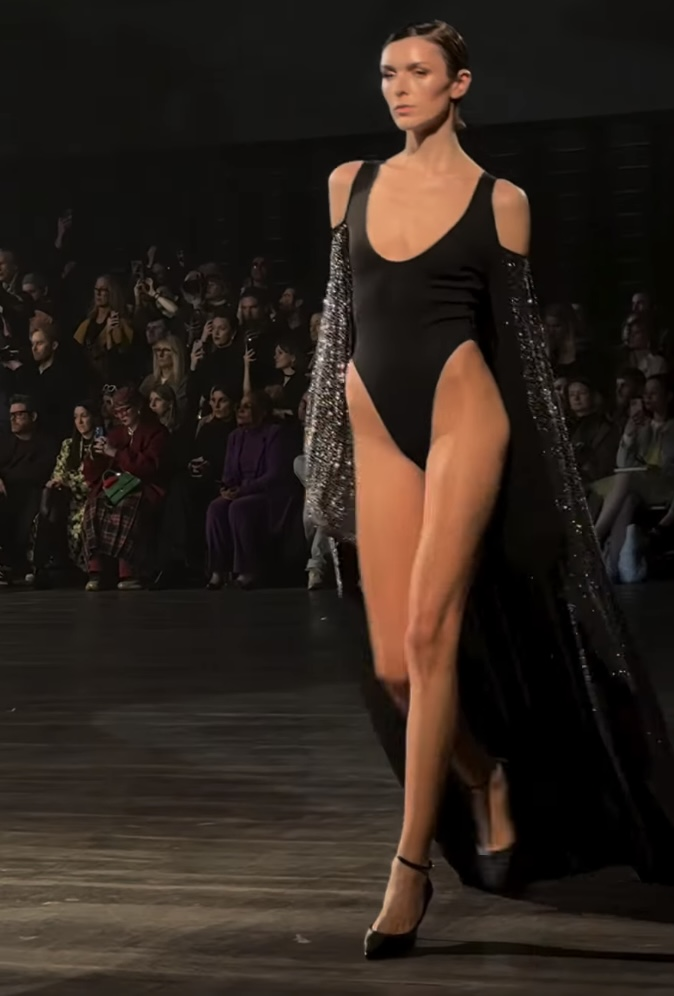
Vorführung im Jahr 2025

- 2007 erlebten 800 geladene Gäste über vier Tage hinweg elf Schauen.[8]
- 2010 nahmen mehr als 200.000 (Fach-)Besucher an einzelnen Veranstaltungen teil; der Tourismusverband bilanzierte Mehreinnahmen in Höhe von 100 Millionen Euro.[9]
- 2013 waren bei 3000 Kollektionen und Marken etwa 270.000 Gäste vor Ort.
- Seit 2019 werden die zahlreicher Modeschauen per Livestream im Internet übertragen und sind damit international abrufbar.[10]
- 2021 nahmen Kandidatinnen der TV-Show Germany’s Next Topmodel an der Berlin Fashion Week teil. Über zwei Millionen Zuschauer verfolgten die Sendung.[11]

## Sponsoring
Mercedes-Benz ist seit 2007 Titelsponsor der zweimal jährlich stattfindenden Mercedes-Benz Fashion Week Berlin. Im Jahr 2018 wurde die Plattform für Modenschauen in Deutschland unter der Initiative von Mercedes-Benz Deutschland überarbeitet und neu aufgesetzt. Ende 2022 kündigte Mercedes-Benz an, das Titelsponsoring zu beenden und eine andere Veranstaltung aufzubauen.
Seit dem Jahr 2021 wird die Berlin Fashion Week vom Land Berlin mit jährlich 3,5 Millionen Euro gefördert.